# Orthoperus sibiricus
Orthoperus sibiricus is een keversoort uit de familie molmkogeltjes (Corylophidae). De wetenschappelijke naam van de soort werd in 2000 gepubliceerd door Bowestead.